# 吳亭欣
吳亭欣（Lulu Ng，1981年3月19日—），原名吳露恩，前亞洲電視女藝員，2004年參加香港小姐競選得到第四名。2009年9月1日，吳亭欣離開亞洲電視，轉為自由身。

## 成為亞洲電視歲月留聲最後一位出鏡人
2016年4月1日，亞洲電視免費電視牌照廣播最後一天，最後一個在歲月留聲廣播的節目為《冷知識衝動》，吳亭欣（節目顯示她的原名吳露恩）正在介紹米飯歷史，她說了「世界上第一碗飯絕對有可能是來自中國的. 而五千年前....」話未說完，就以藍畫面結束廣播，成為歲月留聲最後一位出鏡人。

## 演出作品

### 電視劇（港台節目）
- 醫學神探之日本腦炎
- 反斗多聲道之出走新娘

### 電視劇（亞洲電視）

#### 2005年
- 《情陷夜中環》 飾 沈青（青年）
- 《危險人物之秀茂坪少年殺人事件》 飾 阿珍
- 《喜有此理》 飾 馬如風

#### 2006年
- 《大城小故事》 飾 田曉南（2006-07年）
- 《喜有此理之大班群星賀中秋》 飾 馬如風
- 《義無反顧》 飾 錢志靜
- 《香港奇案實錄之屋邨狂父斬頭》 飾 陳美娟

#### 2008年
- 《今日法庭》- 男明星遺失手機案
- 《法網群英》飾 凌冠欣

#### 2009年
- 《東邊西邊》飾 吳珍珍

### 節目主持(亞洲電視)

#### 2005年
- 冷知識衝動
- 香港奇蹟QTS
- 細說百年
- 寧波商聚天下
- 慧珊時尚坊

#### 2006年
- 港食大解毒系列
- 外國人在香港
- 古兜泉情新睇驗

#### 2007年
- 從香港出發 - 越南篇
- 點樣幫你考好啲(以廣告時段播岀)

#### 2008年
- 愛在異鄉的季節
- 會嚇室

### 其他演出(亞洲電視)
- 2005年《529真情洋溢台慶夜》表演跳舞
- 2006年珀麗灣煙火嘉年華
- 2006年賀年節目《祥祥狗狗賀新禧》
- 2007年賀年節目《豬年吉祥賀新春》
- 2009年賀年節目《新春金牛行大運》

## 外部連結
- 吳亭欣的Facebook專頁
- Lulu Blog 吳亭欣 網誌
- 吳亭欣在香港影庫上的簡介